# Н̃
Cette page contient des caractères spéciaux ou non latins. S’ils s’affichent mal (▯, ?, etc.), consultez la page d’aide Unicode.
L’enne tilde suscrit (capitale Н̃, minuscule н̃) est une lettre de l’alphabet cyrillique qui a été utilisée dans l’écriture du lituanien au XIXe siècle. Elle est composée d’un enne avec un tilde.

## Utilisations
L’enne tilde a été utilisé dans la translitération du sanskrit avec l’alphabet linguistique général de Vassili Radlov, Vasiliev et Zaleman de 1888.
La lettre cyrillique enne tilde ‹ н̃ › a été utilisée dans l’écriture du lituanien lorsque l’accent tonique est indiqué, notamment dans l’orthographe utilisé dans la grammaire lituanienne Литовская грамматика publié en 1891, après la défaite de l’Insurrection de Janvier 1863 et l’interdiction de publier avec les lettres latines dans les documents officiels de 1864 à 1904.

## Représentation informatique
L’enne tilde peut être représenté avec les caractères Unicode suivants (cyrillique, diacritiques) :
| formes    | représentations | chaînes de caractères | points de code | descriptions                                       |
| --------- | --------------- | --------------------- | -------------- | -------------------------------------------------- |
| capitale  | Н̃               | Н◌̃                    | U+041D U+0303  | lettre majuscule cyrillique enne diacritique tilde |
| minuscule | н̃               | н◌̃                    | U+043D U+0303  | lettre minuscule cyrillique enne diacritique tilde |